# Weissenbach an der Triesting
Weissenbach an der Triesting est une commune autrichienne du district de Baden en Basse-Autriche.

## Géographie

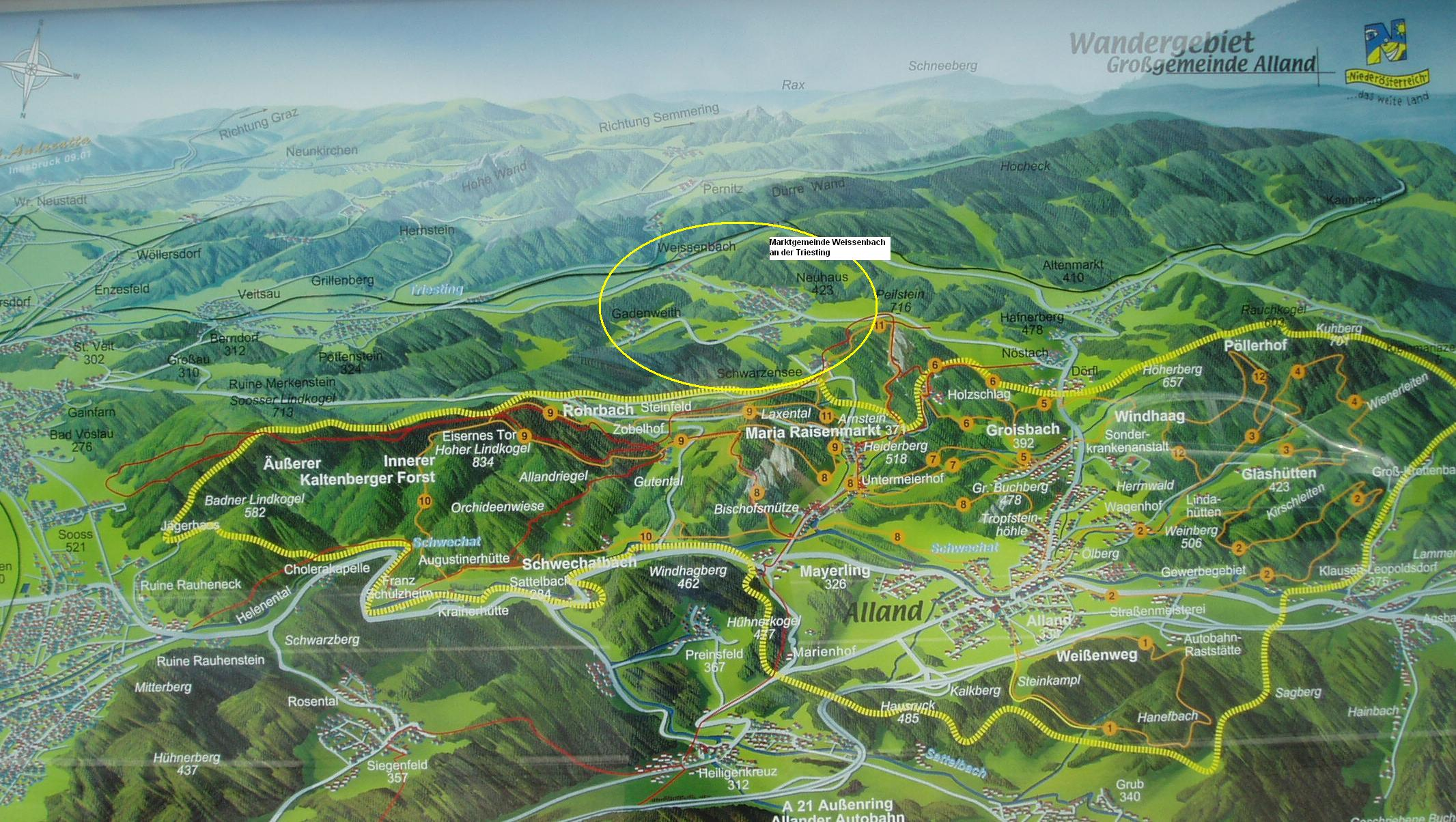
Carte de Weissenbach et Alland.

Weissenbach an der Triesting regroupe cinq localités (entre parenthèses, le nombre d'habitants au 1er janvier 2017):
- Gadenweith (56)
- Kienberg (15)
- Neuhaus (Weissenbach an der Triesting) (656)
- Schwarzensee (52)
- Weissenbach an der Triesting (960)

## Personnalités liées à la commune
- Karl Gitzoller (1905-2002) résistant autrichien au nazisme, y est mort.